# Nước có ga

Một ly nước soda lấp lánh

Nước có ga (còn được gọi là nước soda) là nước có chứa khí carbon dioxide hòa tan, được bơm nhân tạo bằng áp lực hoặc xảy ra do quá trình địa chất tự nhiên. Cacbonic bão hòa làm cho các bong bóng nhỏ hình thành, tạo cho nước có các sủi bọt. Các hình thức phổ biến bao gồm nước khoáng thiên nhiên sủi bọt, club soda và nước có ga được sản xuất thương mại.
Club soda, nước khoáng có ga, seltzer và nhiều loại nước lấp lánh khác có chứa các khoáng chất bổ sung hoặc hòa tan như kali bicarbonat, natri bicarbonat, natri citrate hoặc kali sulfat. Chúng xuất hiện tự nhiên ở một số vùng nước khoáng nhưng cũng thường được thêm vào nhân tạo vào vùng nước được sản xuất để mô phỏng một hồ sơ hương vị tự nhiên. Các loại nước có ga khác nhau được bán trong chai và lon, một số cũng được sản xuất theo yêu cầu của các hệ thống cacbon hóa thương mại trong các quán bar và nhà hàng, hoặc được sản xuất tại nhà bằng cách sử dụng bình chứa carbon dioxide.
Người ta cho rằng người đầu tiên sục nước bằng khí carbon dioxide là William Brownrigg vào năm 1740, mặc dù ông chưa bao giờ xuất bản một bài báo nào nói về việc này. Nước có ga được Joseph Priestley vô tình phát minh ra một cách độc lập vào năm 1767 khi ông phát hiện ra một phương pháp trộn nước bằng carbon dioxide sau khi treo một bát nước bên trên thùng bia tại một nhà máy bia ở thành phố Leeds, Anh. Ông đã viết về "sự hài lòng đặc biệt" mà ông tìm thấy khi uống nó, và vào năm 1772, ông đã xuất bản một bài báo có tựa đề Nước ngâm với không khí cố định. Thiết bị của Priestley, bao gồm một bàng quang giữa máy phát điện và bể hấp thụ để điều chỉnh lưu lượng carbon dioxide, đã sớm được tham gia bởi một loạt các người khác. Tuy nhiên, mãi đến năm 1781, nước có ga mới bắt đầu được sản xuất trên quy mô lớn với việc thành lập các công ty chuyên sản xuất nước khoáng nhân tạo. Nhà máy đầu tiên được xây dựng bởi Thomas Henry ở Manchester, Anh. Henry đã thay thế bàng quang trong hệ thống của Priestley bằng ống thổi lớn.
Trong khi Priestley được coi là cha đẻ của nước giải khát, thì ông không được hưởng lợi về tài chính từ phát minh của mình. Tuy nhiên, ông đã nhận được sự công nhận về mặt khoa học khi Hội đồng của Hiệp hội Hoàng gia đã thưởng cho người phát hiện ra nó bằng Huy chương Copley năm 1772.